# HMS Lively (G40)
Pour les autres navires du même nom, voir HMS Lively.
Le HMS Lively est un destroyer de classe L en service dans la Royal Navy pendant la Seconde Guerre mondiale.
Sa quille est posée le 20 décembre 1938 au chantier naval Cammell Laird de Birkenhead, en Angleterre. Il est lancé le 28 janvier 1940 et mis en service le 20 juillet 1941 sous le commandement du lieutenant commander William Frederick Eyre Hussey.

## Historique
Après ses essais en juillet 1941, le Lively est assigné le mois suivant au Western Approaches Command basé à Greenock. Il appareille de Scapa Flow le 22 août en compagnie du Lightning et du croiseur Curacoa pour escorter le sous-marin français endommagé Rubis jusqu'à Dundee. En septembre, il est affecté à la 4e flottille de destroyers basée à Gibraltar, étant l'un des destroyers assigné à l'écran du porte-avions Ark Royal et d'autres capital ships effectuant des livraisons d'avions à Malte. Le 24 septembre, il appareille de Gibraltar pour faire partie de l'escorte de l'Ark Royal et des cuirassés Nelson, Rodney et Prince of Wales appuyant l'opération Halberd. Le Rodney est légèrement endommagé par une attaque aérienne repoussée peu après par les destroyers. À leur retour à Gibraltar le 30 septembre, les navires sont attaqués par le sous-marin italien Adua qui sera coulé peu après.
Basé depuis Gibraltar au sein de la Force K, il rejoint finalement la Force H en octobre. Elle est chargée de livrer des avions à Malte. Le 8 novembre, il appareille de Malte en compagnie du Lance et des croiseurs Aurora et Penelope pour intercepter un convoi de ravitaillement ennemi en Méditerranée centrale. Cet affrontement donne lieu à la bataille du convoi Duisburg.
Un mois plus tard, la force reprend la mer à la suite de la détection d'un convoi ennemi par l'aviation alliée. Le 24 novembre, le convoi est attaqué et, le 1er décembre, le Lively secourt des survivants du transport de troupes italien Adriatio, coulé par les croiseurs britanniques. Plus tard dans la journée, le pétrolier italien Irido Mantovani est remorqué par le destroyer Alvise da Mosto. Les deux navires sont localisés et coulés peu après. Face à la bravoure du destroyer, les hommes du Lively salua l'équipage avec les honneurs militaires.
Le 5 décembre, le Lively rejoint les croiseurs Ajax et Neptune, ainsi que les destroyers Kimberley et Kingston afin d'escorter le navire ravitailleur Breconshire de Malte à la Crète, retournant à Alexandrie le 16 décembre. Le lendemain, les navires font route vers un convoi de ravitaillement de l'Axe escorté par plusieurs capital ships italiens, affrontement qui donnera lieu à la première bataille de Syrte. Le Lively prend part au début de la bataille avant d’être détaché à l'escorte du Breconshire et plusieurs autres navires de guerre à Malte. Le destroyer reprend ensuite la mer avec les Aurora, Penelope et Neptune, et les destroyers Kandahar, Havock et Lance pour tenter d'intercepter un convoi de ravitaillement italien. Mais, le 19 décembre, la force opérationnelle rencontre un champ de mines ; les Neptune et Kandahar sont coulés et les Aurora et Penelope sont endommagés.
Le Lively passe les mois de janvier et février à escorter des convois à destination et en provenance de Malte, avant de partir avec une force pour localiser un croiseur italien endommagé qui aurait été signalé le 9 mars. La force fait l’objet d’une attaque aérienne le 11 mars au cours duquel le croiseur Naiad est coulé par une torpille. Le Lively prend part au sauvetage des survivants. Le 22 mars, il est impliqué dans la seconde bataille de Syrte où il tire de nombreuses torpilles. Il est cependant endommagé par des éclats d'obus de 15 pouces tirés depuis le cuirassé italien Littorio. Une cloison est percée causant des inondations, mais il n'y a pas de victimes. Détaché le lendemain pour naviguer vers Tobrouk, le Lively est de nouveau endommagé par d'incessantes attaques aériennes qui ne l’empêche cependant pas de rejoindre le port. Il quitte Tobrouk pour Alexandrie en avril, avant de rejoindre sa flottille une fois les réparations terminées.
Le 10 mai, il appareille d'Alexandrie en compagnie des Jervis, Jackal et Kipling pour transporter du matériel jusqu'à Malte. La consigne est donnée de faire demi-tour si elle est localisée par l’aviation ennemie, la force n'étant protégé que par un seul Bristol Beaufort. Le 11 mai, les forces britanniques font l'objet d'attaques aériennes intensives. Le Lively est bombardé par un escadron allemand de Junkers Ju 88, armés de bombes de 500 et 250 kg. La première attaque détruit son pont, provoquant une brèche dans la coque et la mort de son capitaine. Lors de la seconde attaque, ordre est donné d'abandonner le navire. Le Lively sombre finalement à 160 km au nord-est de Tobrouk, emportant avec lui 77 membres de son équipage,. Les Jervis et Jackal ont tous deux été endommagés lors de ces attaques. Le Jackal a dû être sabordé par le Jervis après une tentative de remorquage avortée. Le Jervis a embarqué les survivants des deux destroyers et les a débarqués à Alexandrie.
Malgré moins d'un an de service de guerre, le Lively a été décoré de cinq honneurs de bataille : Atlantique 1941, Méditerranée 1941, Convois de Malte 1941-2, Libye 1942, et Syrte 1942.